# Scopula klaphecki
Scopula klaphecki là một loài bướm đêm trong họ Geometridae.